# ویلیام بافین
ویلیام بافین (به انگلیسی: William Baffin)، دریانورد، کاشف و نقشه کش برجسته بریتانیایی بود. از اکتشافات بزرگ او، پهنه‌ای آبی در خاور کانادا و باختر گرینلند است که به نام وی خلیج بافین نام گذاری شده‌‌است. او همچنین از طرف شرکت هند شرقی مسئول بررسی استثنایی دریای سرخ و خلیج فارس بود.
او در عملیات بازپس گیری هرمز در 1622 میلادی-1001ش شرکت داشت و جان سپرد.

## آغاز زندگی
از زندگی ویلیام بافین همانند بسیاری از کاشفان و دریانوردان هم عصر او، تا زمان نخستین سفر دریایی مهم وی اطلاعات اندکی در دست است. در یازدهمین ویرایش دائرةالمعارف سترگ بریتانیکا سال تولد این کاشف بزرگ را بدون اشاره به مرجع آن، سال ۱۵۸۴ میلادی ذکر کرده‌اند. احتمالاً او یکی از اهالی بومی شهر لندن یا حومهٔ آن و متعلق به خانواده‌ای ضعیف بود که با استعداد ذاتی‌اش موفق شد علوم و فنونی نظیر ریاضیات، هیئت، نجوم و مساحی را که اهمیت فراوانی در کار ناوبری کشتی‌ها داشتند، فرا بگیرد. در هر صورت، طبق آنچه که می‌دانیم، بافین در سال ۱۶۱۲ به‌عنوان ناوبر ارشد کشتی پیشنس (Patience)به فرماندهی ناخدا جیمز هال عازم مأموریت اکتشافی مهمی برای کشف گذرگاه شمال غربی شد.

## سفر به دریاهای سرد شمالی
پیشنس همراه با یک کشتی دیگر به نام هارتز ایز(Heart's Ease)که فرماندهی آن را ناخدا اندرو بارکر به عهده داشت در بیست و دوم آوریل سال ۱۶۱۲ از هامبر در ساحل شرقی انگلستان، به سوی دریاهای سرد شمالی و سواحل گرینلند بادبان کشید ولی این سفر که با سرمایهٔ چند تن از تجار معروف لندن پشتیبانی می‌شد، برای ناخدا هال خوش‌یمن نبود و او در سواحل گرینلند به دست اهالی بومی اسکیمو کشته شد. با مراجعه به دفتر یادداشتهای روزانهٔ کشتی پیشنس که از هشتم ژوئیه آن سال به خط ویلیام بافین نوشته شده‌اند، می‌توانیم مدارک مربوط به رصدهای نجومی مهم و متعدد او را که با دقت انجام شده‌اند، مشاهده کنیم. بافین همچنین در این یادداشتها دربارهٔ زندگی و سرزمین اسکیمو‌های ساکن گرینلند و ماجرای مرگ غم‌انگیز ناخدا هال صحبت کرده‌است.
بافین در مجموع پنج بار به دریاهای سرد شمالی سفر کرد. چهارمین سفر او یکی از مأموریت‌هایی بود که توسط شرکت نورث وست (North West Company) برای جستجوی گذرگاه شمال غربی ترتیب یافته و دنباله ای بود بر سه سفر اکتشافی قبلی به سرپرستی ناخدا هنری هادسن کاشف و دریانورد مشهور انگلیسی. اکنون کشتی مستحکم دیسکاوری (Discovery)که در هر سه سفر قبلی به کار گرفته شده بود، در پانزدهم مارس ۱۶۱۵ بار دیگر با فرماندهی ناخدا رابرت بایلوت و ناوبری ویلیام بافین به سوی سرزمینهای سرد قطبی بادبان می‌کشید. بافین در روز ۲۶ آوریل همین سال موفق شد تا برای نخستین بار در طی تاریخ سفرهای دریایی با رصد واقعهٔ نجومی پنهان شدن یک ستاره در پشت ماه، طول جغرافیایی محل رصد را تعیین کند. او همچنین به مساحی دقیق تنگهٔ هادسن و ساحل شرقی جزیرهٔ ساوت همپتن پرداخت. سرانجام اعضای گروه اکتشافی مجبور شدند به خاطر شرایط یخبندان مأموریت خود را رها کنند. بافین در این باره در دفتر ثبت وقایع روزانهٔ کشتی می‌نویسد:
لایه‌های ضخیم یخ بسیار آزار دهنده بودند و هر چه جلوتر می‌رفتیم یخ‌ها فراوان‌تر و آبها کم عمق تر می‌شدند. آثار چندانی از هیچ گونه جزر و مدی وجود نداشت و ما به زودی به این نتیجه رسیدیم که در این مکان نمی‌تواند گذرگاهی وجود داشته باشد. اکنون (۱۳ ژوئیه) سکان را برگردانده ایم و با کشتی به سوی جنوب رهسپاریم. زمینی که در سمت شمال و شمال شرقی مشاهده کردیم، نُه یا ده گرهٔ دریایی از ما فاصله داشت و بی هیچ تردید خلیجی که در جانب غرب قرار داشت، به آن ختم می‌شد؛ ولی هنوز معین نیست که این خشکی چقدر به سمت شرق امتداد دارد.
دیسکاوری در هشتم سپتامبر ۱۶۱۵ به بندر پلیموت رسید.
چند ماه بعد، بافین بار دیگر امکان یافت تا به وسیلهٔ کشتی دیسکاوری و همراه با ناخدا بایلوت برای پنجمین بار عازم آب‌های قطبی شود. هیئت اکتشافی در ۲۶ مارس ۱۶۱۶ از گریو سند در دهانهٔ رود تیمز بادبان کشید و در ساحل گرینلند در هوپ ساندرسون از دورترین نقطهٔ شمالی قبلاً جان دیویس بدان رسیده بود، عبور کرد و سیصد مایل دیگر هم جلوتر رفت و به مدار ۷۷ درجه و ۴۵ دقیقه رسید. از آن پس تا ۲۳۶ سال بعد هیچ دریانوردی نتوانست با کشتی از این نقطه به قطب شمال نزدیک تر شود. آنان همچنین با این اقدام موفق به کشف خلیجی شدند که در آنسوی آب‌های تنگهٔ دیویس قرار داشت. اکنون این پیکرهٔ آبی خلیج بافین نامیده می‌شود. سپس کشتی دیسکاوری خلیج نویافته را دور زد و در طی مسیر بافین به مساحی و نقشه‌برداری از از تمامی سواحل آن و ورودی تنگه‌هایی پرداخت که به افتخار حامیان مالی این مأموریت اکتشافی نامگذاری شدند. امروزه می‌دانیم که تنگهٔ لنکستر که بافین با قدردانی از حمایت سر جیمز لنکستر، تاجر معروف اهل لندن به نام وی خوانده‌است، ورودی همان گذرگاهی است که ماجراجویان بسیار در تلاش برای کشف آن مال و جان خود را فدا کردند؛ ولی در آن هنگام هیئت اکتشافی دیسکاوری متوجه این کشف بزرگ خود نشد. ویلیام بافین در بازگشت طی گزارشی که به‌عنوان نتیجه‌گیری از این سفر ارائه داد، چنین عنوان کرد: هیچ گذرگاه یا امیدی به وجود گذرگاه در شمال تنگهٔ دیویس وجود ندارد. ما در شمال این تنگه، در همه جا یا تقریباً در همه جای پیرامون آن پهلو گرفتیم و دریافتیم که این منطقه چیزی جز یک خلیج بزرگ نیست.
با عدم موفقیت این سفر اکتشافی به تدریج اسناد و مدارک مربوط به آن نیز به فراموشی سپرده شد و پس از مدت‌ها غفلت نقشه‌های تهیه شده مفقود شدند. تا آنجا که سال‌ها بعد مشاهدات بافین را به‌عنوان تخیلات مطلق کنار گذاردند.
گرچه ویلیام بافین عقیده ای مخالف با وجود گذرگاه شمال غربی ابراز داشته بود ولی به راحتی قانع نشد و همچنان امیدوار بود که بتواند از مدخلی دیگر چنین گذرگاهی را بیابد. به همین دلیل تصمیم گرفت تا بار دیگر و این بار از کناره‌های جزایر ژاپن به آغاز سفر اکتشافی خود بپردازد و احتمالاً به همین دلیل به استخدام شرکت یا کمپانی هند شرقی درآمد.

## مأموریت در آب‌های گرم
در پنجم مارس ۱۶۱۷ ویلیام بافین از طرف کمپانی هند شرقی با کشتی آنی رویال به فرماندهی ناخدا اندرو شیلینگ از انگلستان لنگر کشید. این کشتی بخشی از ناوگان بزرگ ناخدا پرینگ بود. آنان در ۲۱ ژوئن به خلیج سالدانها در آفریقای جنوبی رسیدند و در ماه سپتامبر وارد بندر سورات در ساحل غربی هندوستان شدند. اندکی بعد ناخدا شیلینگ را برای انجام مأموریتی تجاری با آنی رویال به دریای سرخ و بندر مُکا فرستادند. آنان در سیزدهم آوریل ۱۶۱۸ به مُکا رسیدند و سپس حدود چهار ماه در دریای سرخ و خلیج فارس به گشت زنی پرداختند. در تمام این مدت ویلیام بافین به کار مساحی و نقشه‌برداری از مناطق ساحلی مشغول بود. آنی رویال در سال ۱۶۱۹ به انگلستان بازگشت و پس از آن مجمع مدیران شرکت هند شرقی در اول اکتبر همان سال ویلیام بافین را به خاطر آنچه که زحمات و هنرمندی ماهرانهٔ او در ترسیم ساحل پارس و دریای سرخ نامیده شده بود، به دریافت پاداش مفتخر ساختند.
یک سال بعد در اوایل آوریل سال ۱۶۲۰ بار دیگر بافین را همراه با ناو سرفرماندهی لندن که به ناوگانی متشکل از چهار کشتی تحت فرماندهی ناخدا شیلینگ تعلق داشت، به هند شرقی فرستادند. ناوگان در بیست و پنجم مارس ۱۶۲۰ بندر داونز را ترک کرد و در نهم نوامبر به سورات رسید. در آنجا به نیروهای انگلیسی خبر دادند که کشتی‌های قوای متحد پرتغال و هلند مستقر در دریای عمان درصدد حمله به منافع دولت بریتانیا در این منطقه برآمده‌اند و ناوگان ناخدا شیلینگ بی درنگ عازم مقابله شد. دو ناوگان که از نظر تعداد کشتی‌ها -هر یک چهار کشتی- در وضعیتی برابر قرار داشتند، دو بار به فاصلهٔ دوازده روز با یکدیگر درگیر شدند. در دومین نبرد ناخدا شیلینگ زخمی مهلک برداشت و بر اثر آن در روز ششم ژانویهٔ سال ۱۶۲۱ از پای درآمد. جسد او را در بندر جاسک به خاک سپردند و سپس تحت فرماندهی ناخدا بلایت به سورات بازگشتند. در این نبرد کشتی‌های بریتانیایی، پرتغالی‌ها را در جاسک شکست دادند و این وهنی بزرگ بر عظمت نیروی دریایی آن کشور در آب‌های دریای عمان و خلیج فارس محسوب می‌شد.

## سفر پایانی
این زمان مصادف بود با تلاش‌های شاه عباس صفوی برای پایان دادن بر سلطهٔ یکصد سالهٔ پرتغالی‌ها بر جزیرهٔ هرمز و آب‌های جنوبی ایران. حاکم فارس، امام قلی خان از سوی پادشاه فرمان داشت تا با نمایندگان شرکت بریتانیایی هند شرقی که از سال ۱۶۱۶ در ساحل جاسک برای خود تجارتخانه تأسیس کرده و به داد و ستد مشغول بودند، مذاکره کند و از ایشان برای حمله به قشم و هرمز کمک بگیرد. چانه زنی‌ها یک سال به درازا کشید. انگلیسی‌ها از یک سو می‌ترسیدند که نتوانند حریف نیروی پرتغالی شوند و از سوی دیگر منتظر کسب تکلیف از دولت خود بودند. عاقبت حاکم فارس آنان را تهدید به مصادرهٔ اموال در صورت عدم همکاری کرد و به این ترتیب ناوگان ناخدا بلایت متشکل از پنج ناو و چهار کشتی کوچک برای کمک به دولت صفوی در نبرد با پرتغالی‌ها عازم قشم شد. 
پرتغالی‌ها که مجهز به پنج ناو و پانزده یا شانزده کشتی کوچک بودند به محاصره درآمدند. در روز ۲۳ ژانویهٔ ۱۶۲۲ ویلیام بافین مأموریت یافت تا در ساحل قشم پیاده شود و ضمن بررسی قلعهٔ دشمن، مختصات، ارتفاع و فاصلهٔ بارو‌ها را برای هدف گیری دقیق توپخانه تعیین کند. در حین انجام این وظیفه تیری که از جانب دشمن شلیک شد به شکم او اصابت کرد. وی را پرتاب نمود و از پای درآورد.
در روز دوم فوریه، پنج عراده توپ انگلیسی را در ساحل پیاده کردند و پس از انجام مذاکراتی بی‌حاصل با طرف پرتغالی قلعهٔ قشم به توپ بسته شد. اندکی بعد استحکامات پرتغالیان سقوط کرد، روی فریره فرمانده پرتغالی جزیره شد و پس از اسارت به سورات انتقال یافت. هرمز نیز در روز دهم مارس به محاصرهٔ قوای انگلو پرشین درآمد و سرانجام پس از قریب یک قرن اشغال آزاد شد.
جسد ویلیام بافین را همراه با دو سرباز انگلیسی دیگر که در این نبرد از پای درآمدند، در قبرستان گور فرنگی واقع در جنوب خور کولغان قشم به خاک سپردند. از او فرزندی به یادگار نماند. بیوهٔ بافین چندی بعد علیه کمپانی هند شرقی بریتانیا اقامهٔ دعوا کرد و خواستار دریافت دستمزد همسر خود توأم با خسارتی هنگفت شد. وکلای شرکت او را زنی ستیزه‌جو و دردسرساز توصیف کرده‌اند. وی سرانجام پس از سه سال مجادله، با دریافت مبلغی معادل پانصد پوند که در آن زمان رقمی هنگفت محسوب می‌شد، رضایت به ترک دعوا داد.

## میراث بافین
دریانوردانی همچون جان راس (John Ross) و ویلیام ادوارد پری (William Edward Parry) که دویست سال بعد مشاهدات بافین را مورد بررسی مجدد قرار داند، آن‌ها را تا حد زیادی مقرون به واقعیت یافتند. بافین در طی چهارمین سفر خود به مناطق سرد قطبی دفتر یادداشت روزانهٔ کاملی را به نگارش درآورده است که حاوی تنها نمونه از نقشه‌های ترسیمی اوست. بررسی این یادداشت‌ها نشان می‌دهند که مشاهدات وی در زمینهٔ تعیین عرض‌های جغرافیایی و ثبت دگرگونی‌های جزر و مد، توافق قابل ملاحظه‌ای با مشاهدات کنونی که توسط ابزار و ادوات بسیار پیشرفته تری انجام می‌شوند، دارند.
در اوت ۱۸۲۱ ویلیام پری با اقبالی بلندتر مشاهدات بافین را پیگیری کرد و توانست خشکی شمال شرقی مورد نظر بافین را بیابد. او دریافت که این خشکی یک جزیره است و آن را به افتخار کاشف آن جزیرهٔ بافین نامید. امروزه بخش بزرگی از مشاهدات، مدارک، مساحی‌ها و نقشه‌های ویلیام بافین ناپدید شده‌اند ولی همان مقادیر اندک باقی مانده نیز کافی است برای اینکه ثابت کند که وی در میان تمام کاشفان و دریانوردان عصر خود بهترین بوده‌است.